# Villa Korff (Bremen)
Die Villa Korff befindet sich in Bremen, Stadtteil Schwachhausen, Ortsteil Bürgerpark, Parkallee 79/81 Ecke Wachmannstraße, direkt Am Stern. Das Wohnhaus entstand 1903 nach Plänen von Friedrich Wellermann und Paul Frölich sowie Gartenarchitekt Christian Roselius. 
Es steht seit 1981 unter Bremer Denkmalschutz.

## Geschichte
Die Parkallee wurde 1890 ausgebaut. In der Straße stehen viele denkmalgeschützte Gebäude (Nr.  30, 32, 39, 48, 107, 117, 133).
Die zweigeschossige, verputzte, große Villa mit einem Sockelgeschoss, den Satteldächern, vier Giebeln, einer davon mit differenzierter Eckausbildung, der Veranda und einem achteckigen Erker wurde 1903 in der Epoche der Jahrhundertwende im Stil der Neorenaissance für den Petroleumkaufmann Wilhelm August Korff (1845–1914) gebaut.

Die Familie Korff bewohnte zudem ihre Sommerresidenz, die Villa Agathe im Oslebshauser Park (früher Korffs Park bzw. Korff’s Holz).
Von der Architektengemeinschaft Wellermann und Frölich stammen in Schwachhausen u. a. Villa Hoffmann, Villa Overbeck, Haus Lassmann, Villa Otto, Villa Pavenstedt. 
In der Villa befand sich für längere Zeit das Landesarbeitsgericht Bremen. 2009 wurde das Haus umfassend saniert.
Heute (2018) wird das Haus durch Wohnungen, Büros, eine Kindertagesstätte und ein Wohnprojekt des Buddhistischen Zentrums Bremen genutzt.